# Ana Pastor García

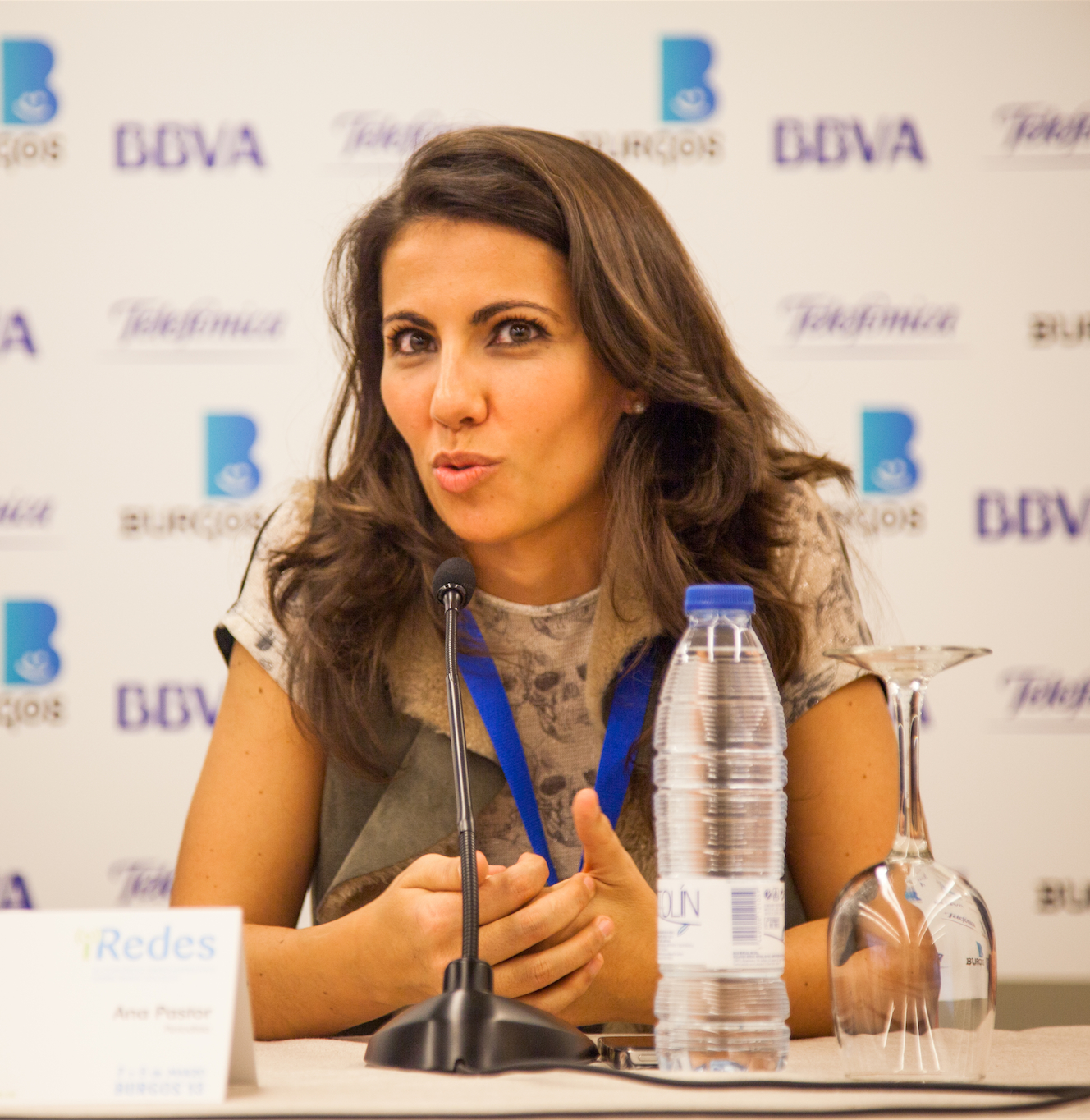
Ana Pastor García

Ana Pastor García (* 9. Dezember 1977 in Madrid) ist eine spanische Journalistin. Seit 2013 ist sie die Moderatorin des politischen Fernsehprogramms El objetivo de Ana Pastor und des wöchentlichen Dokumentarfilms ¿Dónde estabas entonces? („Wo warst du damals?“) auf dem Sender LaSexta.
Zuvor hat sie bei Cadena SER, RTVE und CNN en Español gearbeitet.

## Werdegang
Sie studierte Journalismus an der privaten Universität CEU San Pablo in Madrid. Sie ist die Partnerin eines anderen Journalisten, Antonio García Ferreras, mit dem sie einen Sohn hat.
1999 begann Pastor García für Cadena SER zu arbeiten. Dort war sie Teil des Teams von Iñaki Gabilondo und auf internationale Informationen spezialisiert. Sie war eine Sonderberichterstatterin für die südostasiatische Tsunami-Katastrophe und die Terroranschläge am 7. Juli 2005 in London und hat aus Ländern wie Pakistan, Afghanistan, Niger, Senegal, Äquatorialguinea, Gambia, Liberia und Sierra Leone berichtet. Im September 2006 begann sie für das TVE-Programm 59 segundos zu arbeiten. Von September 2009 bis 2012 präsentierte sie Los desayunos de TVE. Andere Kooperationen waren Informe Semanal und ihre Mitarbeit für das RNE-Radioprogramm Asuntos Propios.
Am 15. März 2011 führte sie ein Interview mit dem iranischen Präsidenten Mahmud Ahmadineschad, das auf großes Interesse stieß und auch von einigen Kontroversen begleitet wurde, da der Schleier, den die Journalistin trug, über ihre Schultern glitt, so dass ihre Haare für den Rest des Interviews unbedeckt blieben. Ebenso berühmt wurde ihre Antwort an den ecuadorianischen Präsidenten Rafael Correa: „Ich bin es nicht gewohnt, Fragen von Interviewpartnern zu beantworten oder Anita genannt zu werden.“
Im September 2012 wurde sie von CNN en Español beauftragt, eine Sendung mit Interviews mit Persönlichkeiten aus Politik, Kultur und Sport auf nationaler und internationaler Ebene zu präsentieren: Frente a Frente.
Derzeit arbeitet Pastor García für den Atresmedia-Fernsehkanal LaSexta. Seit 2013 ist sie die Moderatorin des politischen Fernsehprogramm El objetivo de Ana Pastor und des wöchentlichen Dokumentarfilms ¿Dónde estabas entonces?.
Sie hat auch für Zeitungen wie El Periódico de Catalunya gearbeitet.
2018 gründete sie Newtral, eine Faktencheck-Firma.